# ناو زرهی

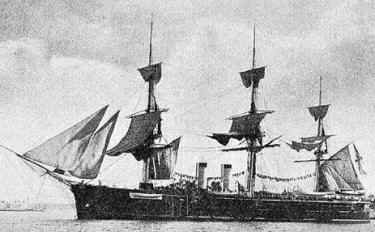
رزم‌ناو زرهی روسی ژنرال-آدمیرال

ناو زرهی یا رزم‌ناو زرهی نوعی کشتی جنگی در اواخر سده نوزدهم و اوایل بیستم بود. این کشتی مانند دیگر رزم‌ناوها به گونه‌ای طراحی شده بود که به‌عنوان یک کشتی جنگی مستقل دوربرد عمل کند و بتواند هر کشتی از جمله یک نبردناو را شکست دهد و با سرعت کافی از هر کشتی دشمن پیشی بگیرد.
این نوع کشتی علاوه بر عرشه زرهی و حفاظت از ذخایر زغال‌سنگ، توسط یک کمربند زرهی محافظت می‌شد. ناوهای زرهی کشتی‌های اصلی دو نبرد دریایی بودند که عبارت هستند از: نبرد اولسان در جنگ روسیه و ژاپن و همچنین نبرد کرونل در جنگ جهانی اول. اولین ناوهای زرهی بزرگ، جنرال-آدمیرالروسی (۱۸۷۳) و اچ‌ام‌اس شانون بریتانیایی بودند.
ناوهای زرهی از حدود سال ۱۸۷۳ در نیروی دریایی غربی ظاهر شدند و تا سال ۱۹۰۸ تولید می‌شدند.

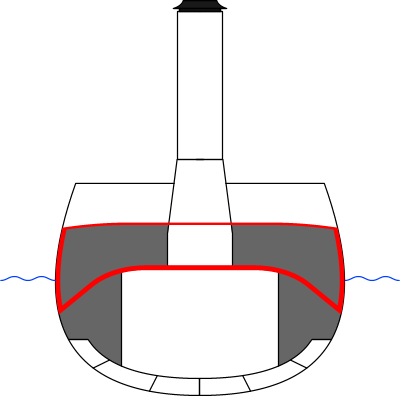
شماتیک یک ناو زرهی. خطوط قرمز: عرشه بالا و میانی زره پوش و کمربند جانبی مناطق خاکستری: پناهگاه‌های محافظ جانبی زغال سنگ